# Route 760 (Nouveau-Brunswick)
Pour les articles homonymes, voir Route 760.
La route 760 est une route locale du Nouveau-Brunswick située dans le sud-ouest de la province, entre Saint-Stephen et Saint-George. Elle traverse une région essentiellement boisée. De plus, elle mesure 39 kilomètres, met est pavée sur toute sa longueur.

## Tracé
La 760 débute près d'Oak Bay, sur la route 170, près d'Oak Bay. Elle commence par se diriger vers le nord-est, en passant au-dessus de la route 1. À Roix Road, elle croise la route 755, puis elle continue sa route vers l'est en traversant une région plus isolée, puis près d'Elmsville, elle bifurque vers le sud-est pour environ 10 kilomètres. Elle croise ensuite la route 1, puis elle devient parallèle à celle-ci en suivant son ancien tracé. Elle la suit pendant 8 kilomètres, puis elle se termine sur la route 1 à nouveau, à la sortie 52 de la 1.

## Intersections principales
|                    |              |     |                                                        |                                            |
| Comté              | Location     | km  | Intersection/Destinations                              | Notes                                      |
| Comté de Charlotte | Oak Bay      | 0   | R-170, vers R-3 et R-127, Saint-Andrews, Saint-Stephen | extrémité ouest de la 760                  |
| Comté de Charlotte | Roix Road    | 5   | R-127, Dumbarton, Waweig, Saint-Andrews                |                                            |
| Comté de Charlotte |              | 24  | Chemin Stillwater sud, Digdeguash, Bocabec             |                                            |
| Comté de Charlotte | Bethel       | ~30 | R-1, Saint-Stephen, Saint Jean                         | sortie 45 de la 1                          |
| Comté de Charlotte | Saint-George | 39  | R-1, Saint-Stephen, Saint Jean                         | sortie 52 de la 1; extrémité est de la 760 |
| Bleu:Échangeur     |              |     |                                                        |                                            |